# Бешаша
Бешаша е град в западна Етиопия, част от зона Джима на регион Оромия. Населението му е около 2 600 души (2005).
Разположен е на 2 071 метра надморска височина в Етиопското плато, на 40 километра западно от Джима и на 280 километра югозападно от Адис Абеба.

## Известни личности
Родени в Бешаша
- Абий Ахмед (р. 1976), политик